# A.C. Milan w sezonie 1961/1962

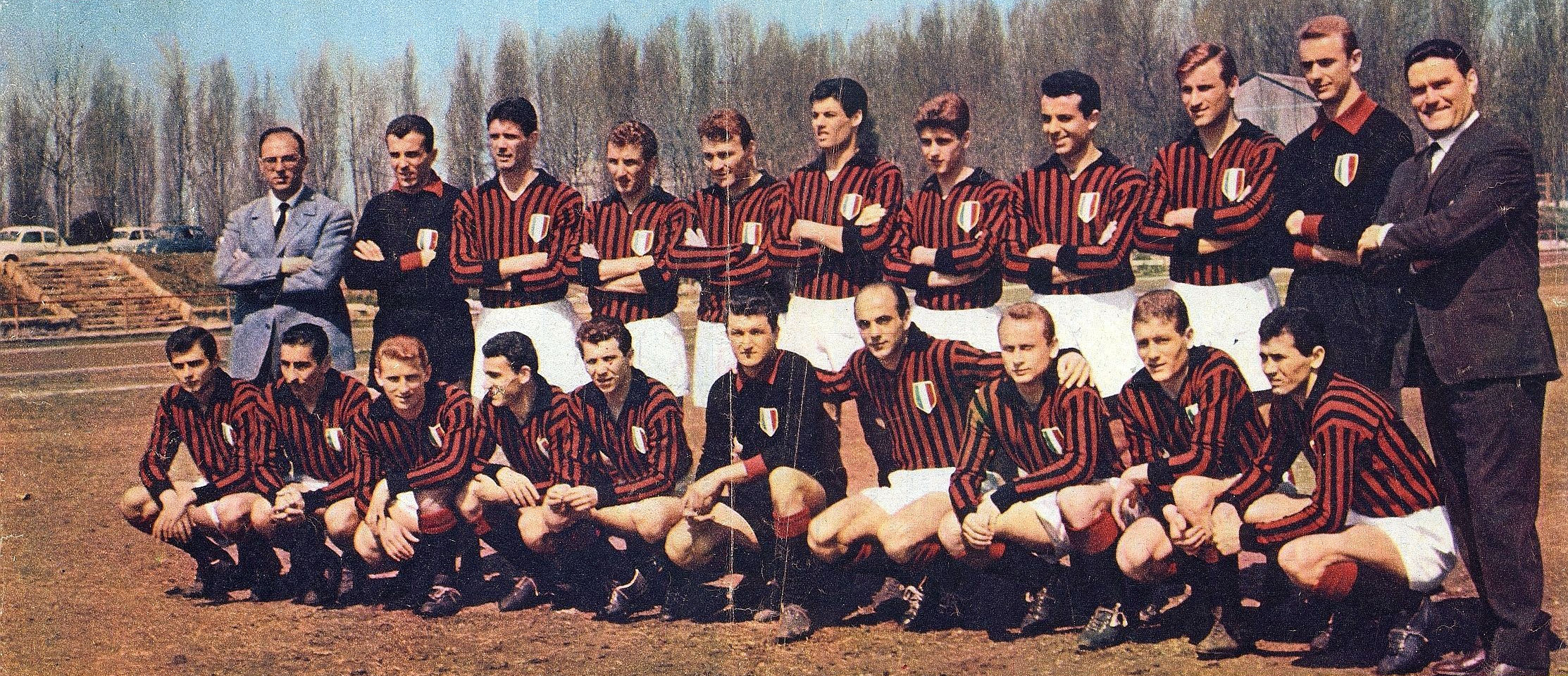
A.C. Milan 1961/62

Osiągnięcia i skład piłkarskiego zespołu A.C. Milan w sezonie 1961/62.

## Osiągnięcia
- Serie A: 1. miejsce
- Puchar Włoch: odpadnięcie w 1/16 finału
- Puchar Miast Targowych: odpadnięcie w 1/16 finału

## Podstawowe dane
- Oficjalna nazwa klubu: Associazione Calcio Milan
- Siedziba klubu: Via Andegari 4
- Boisko: San Siro
- Prezes klubu:  Andrea Rizzoli
- Trener zespołu:  Nereo Rocco[1]
- Kapitan drużyny:  Francesco Zagatti;  Cesare Maldini

## Skład zespołu
Bramkarze:
| Włochy | Luciano Alfieri  |
| Włochy | Giorgio Ghezzi   |
| Włochy | Mario Liberalato |

Obrońcy:
| Włochy | Cesare Maldini      |
| Włochy | Antonio Pasinato    |
| Włochy | Luigi Radice        |
| Włochy | Sandro Salvadore    |
| Włochy | Giovanni Trapattoni |
| Włochy | Mario Trebbi        |
| Włochy | Francesco Zagatti   |

Pomocnicy:
| Włochy | Mario David        |
| Włochy | Giovanni Lodetti   |
| Włochy | Ambrogio Pelagalli |
| Włochy | Gianni Rivera      |
| Włochy | Dino Sani          |
| Włochy | Sergio Tenente     |

Napastnicy:
| Brazylia · Włochy | José Altafini        |
| Włochy            | Paolo Barison        |
| Włochy            | Bruno Beretti        |
| Włochy            | Oliviero Conti       |
| Włochy            | Giancarlo Danova     |
| Włochy            | Emanuele Del Vecchio |
| Włochy            | Paolo Ferrario       |
| Urugwaj · Włochy  | Alcides Ghiggia      |
| Włochy            | Gino Pivatelli       |
| Włochy            | Orlando Rozzoni      |